# شکم‌تخت‌واران
بالاتیرهٔ زنبورهای انگلی شکم‌تخت‌واران (به لاتین: Platygastroidea) از پرده‌بالان، اغلب به عنوان یک دودمان در ابرتیرهٔ پیش‌لکه‌دارواران در نظر گرفته شده است، اما اکثر طبقه‌بندی‌ها از سال ۱۹۷۷ آن را به عنوان یک گروه مستقل در Proctotrupomorpha شناسایی کرده‌اند. در حال حاضر حدود ۴۰۰۰ گونه توصیف‌شده دارد. آنها در طبیعت منحصر انگلی هستند.